# Munții Wasatch
Wasatch Range sau Wasatch Mountains sunt un lanț muntos ce aparțin de masivul Rocky Mountains. Munții se află pe marginea de nord-est a Marelui Bazin întinzându-se pe o lungime de 350 km din centrul statului Utah spre nord pe lângă Marele Lac Sărat până aproape de granița cu statul Idaho. Lanțul are o înălțime medie de 3.000 de m, piscurile mai înalte fiind Timpanogos și Nebo care au o înălțime peste altitudinea de 3.600 m deasupra n.m.. Wasatch Range sunt renumiți pentru zăpada măruntă de pe piscurile de schi. In anul 2002 au avut loc aici jocurile olimpice de iarnă.